# Club Deportivo Río Grande
Club Deportivo Río Grande ist ein mexikanischer Sportverein mit Sitz in El Salto, einer südöstlich von Guadalajara gelegenen und von Industrie geprägten Gemeinde im Bundesstaat Jalisco. Der Verein ist quasi ein Werksclub der 1896 eröffneten Baumwollspinnerei Compañía Industria Manufacturera, die auch als Fábrica Textil Río Grande bekannt ist und in ihren Spitzenzeiten bis zu 1650 Arbeiter beschäftigte.

## Logo, Farben und Spitznamen
Das Logo des am 2. August 1918 gegründeten Vereins weist eine große Ähnlichkeit zum Wappen des benachbarten Club Deportivo Guadalajara aus und dürfte in Anlehnung an dieses entstanden sein. Ein wesentlicher Unterschied sind die Streifen im Mittelpunkt des Logos, die beim  bekannteren Nachbarn rot und weiß sind, weshalb dessen Mannschaft auch den Spitznamen Los Rojiblancos (deutsch Die Rot-Weißen) trägt, während das Team von Río Grande auch unter dem Spitznamen Los Azulgranas (Die Blau-Roten) bekannt ist. Ein weiterer Spitzname des Vereins bezieht sich auf seinen von einem Fluss (spanisch Río) hergeleiteten Namen und lautet Los foráneos (Die Phoroneus bzw. sinngemäß Die Flussgötter).

## Fußball
Der Verein ist in erster Linie für seine Fußballmannschaft bekannt, die in der bis 1943 währenden Amateurepoche zeitweise in der Liga de Occidente vertreten war und sich auf Augenhöhe in Punktspielen mit den großen Vereinen aus der benachbarten Großstadt, wie Club Deportivo Guadalajara, Club Deportivo Atlas, Club Deportivo Nacional und Club Deportivo Oro, messen konnte.

### Spieler
Einer der besten Fußballspieler in Diensten des Club Deportivo Río Grande dürfte Pablo González gewesen sein, der seine fußballerische Ausbildung beim Stadtrivalen Club Deportivo Corona erhalten hatte und nach Einführung des Profifußballs bei den beiden Nachbarvereinen Club Deportivo Guadalajara und Club Deportivo Oro unter Vertrag stand.
Zusammen mit González debütierte auch der beim CD Río Grande ausgebildete Torhüter Félix Valadez, der das Tor der Foráneos auch in der Liga de Occidental gehütet hatte, bei Einführung des Profifußballs für den CD Guadalajara.
Den umgekehrten Weg war Fausto Quirarte gegangen. Er hatte in den frühen 1930er-Jahren das Tor des Club Deportivo Guadalajara gehütet, bis er seinen Stammposten an Ángel Torres verloren hatte und später das Tor des CD Río Grande hütete.
Auch Miguel Salcedo, ein Urgroßvater des späteren mexikanischen Nationalspielers Carlos Salcedo, spielte zunächst von 1940 bis 1945 für Río Grande und anschließend bis 1951 für Deportivo Guadalajara.